# Беловеж (Амурская область)
Беловеж — упразднённое село в Шимановском районе Амурской области России. Исключено из учётных данных в 1979 году.

## География
Село располагалось на левом берегу реки Урга, на расстоянии примерно 18 километров (по прямой) к северо-востоку от села Мухино.

## История
Село основано в 1912 году. По данным на 1916 год деревня Беловеж состояла из 12 дворов (население составляло 57 человек) и входила в состав Гондаттиевской волости 3 стана Амурского уезда Амурской области.
По данным 1926 года в Беловеже имелось 30 хозяйств крестьянского типа и проживало 160 человек (85 мужчин и 75 женщин). В национальном составе населения преобладали белоруссы. В административном отношении являлось центром Беловежского сельсовета Свободненского района Амурского округа Дальневосточного края.
Решением Амурского исполкома от 23 мая 1979 года года № 246, село Беловеж исключено из учётных данных как несуществующее.